# Gay Trip
Gay Trip, född 1962, död okänt år, var ett engelskt fullblod, mest känd för att ha segrat i 1970 års upplaga av Grand National.

## Historia
Gay Trip var en liten brun valack som ägdes av Tony Chambers och tränades av Fred Rimell. Gay Trip, som tidigare hade tävlat i flat racing, började istället tävla i steeplechase som femåring, och segrade i Mackeson Gold Cup 1969, ett löp som han även segrade i 1971. I 1970 års Grand National reds han av Pat Taaffe efter att hans ordinarie jockey Terry Biddlecombe strukits från löpet på grund av skada.
Gay Trip hade en toppvikt på 11 stones och five pounds, trots att han aldrig tidigare vunnit ett löp längre än 2½ miles. Han startade till oddset 15/1 i ett fält med tjugoåtta löpare. I löpet tog han ledningen vid det näst sista staketet och spurtade undan, för att segra med tjugo längder. Sedan 1970 har endast Red Rum vunnit Grand National med toppvikt.
Med segern blev det Fred Rimells tredje seger i Grand National. Han hade tidigare segrat med ESB och Nicolaus Silver.
1972 slutade han tvåa i Grand National, och reds då av Terry Biddlecombe.